# Bulgárföld
A Bulgárföld Miskolc egyik városrésze, Újdiósgyőr és Diósgyőr határán. A város kelet–nyugati tengelye mentén fekszik, a DVTK Sporttelep közelében. Északról a Szarka-hegy, délről az Andrássy (Kiss tábornok) út, keletről a Kárpáti, nyugatról a Bertalan utca határolja. Lakóinak száma mintegy 3-4000 fő.

## Története
A városrész nevét a 19–20. század fordulóján a területen gazdálkodó bolgárkertészek után kapta. Még napjainkban is lakik itt néhány bolgár. A terület egyben fontos közlekedési csomópont volt, itt találkozott ugyanis a lyukóbányai és perecesi bányavasút, és itt volt a LÁEV Perecesi kitérő nevű megállóhelye is. Az 1930-as években megindult a munkáslakások építése, ekkor épültek a mai Stadion utca 37–39., 41–43., és 45–47. szám alatti, U alakú bérházak.
A második világháború után fokozatosan megindult a bolgárkertészet felszámolása, és az új bérházak építése. Az 1970-es években megjelentek a panelházak is, amelyekből három tízemeletes, a többi pedig négyemeletes lett. Ugyanebben az időben végleg felszámolták a bányavasutat, a 70-es évek végén pedig az északi tehermentesítő tervezete miatt eltűntek a kisvasút sínjei is. A 80-as években nagyjából állandósult az az összkép, amit ma is láthatunk.

## Utcák
- Andrássy út (94–102.) – a főutcára néző házak
- Kiss tábornok út (2–30.) – a főutca folytatása a buszmegálló után
- Stadion utca (1–71.) – a városrész leghosszabb utcája, itt található a legtöbb ház
- Kárpáti utca – családi házas övezet
- Szarkahegy utca – családi házas övezet, egy panelházzal
- Bertalan utca – a perecesi főút, baloldalt családi, jobboldalt panelházakkal
- Fazola Henrik utca – bérházak és egy általános iskola

## Tömegközlekedés
A Bulgárföldön a következő viszonylatok haladnak el:
- az 1-es, 6-os, 53-as, 54-es autóbuszok
- az 1-es és 1A-s villamos

## Környezet
A sok panelház ellenére meglehetősen sok zöldterület található itt. Rögtön a Bulgárföld szívében található egy hatalmas rét, futballpályával. Eredetileg ide is panelházakat terveztek, azonban a közelben folyó Erenyő-patak miatt az ötletet elvetették. A patak egyébként a Szinvába ömlik a stadion mellett, miután egy hosszabb szakaszon a föld alatt folyik. Közvetlenül a patak alagútja mellett található egy több száz éves, hatalmas feketenyárfa, amelyet 2003-ban védetté nyilvánítottak. A Bulgárföld északi vége az újonnan épült Fehér Akác lakóparkig vezet, amelyen túl jelenleg még mindig hétvégi telkek sora áll.